# 行動作業系統

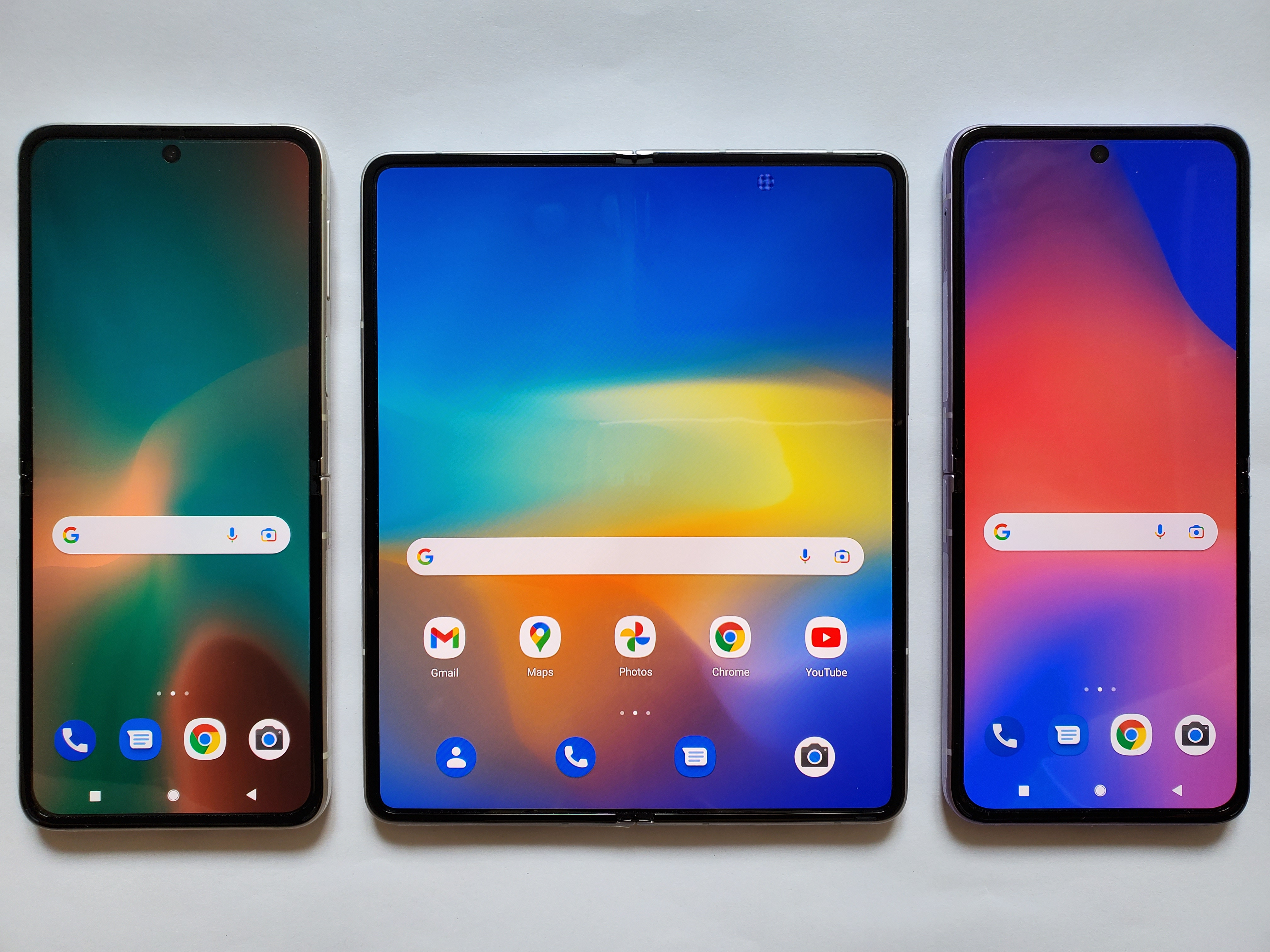
三星Galaxy智能手机上的 One UI (Android) 作業系統

行動作業系統（英語：mobile operating system），稱為行動平台（Mobile platform）或手持式作業系統（Handheld operating system），是指在行動裝置上運作的作業系統。
行動作業系统近似在桌上型電腦上運行的作業系統，但是它們通常較為簡單，而且提供了無線通訊的功能。使用行動作業系統的裝置有智能手机、個人數位助理、平板電腦等，另外也包括嵌入式系統、行動通訊裝置、無線裝置等。

## 歷史
在行動作業系統出現前，行動裝置如手提電話一般是使用嵌入式系統運作。1993年，IBM推出了首台智慧型手機IBM Simon。其後1996年Palm推出Palm OS以及1997年Symbian公司的Symbian發布，開始行動作業系統爭霸的局面。諾基亞、黑莓公司紛紛在手機上發展了行動作業系統，以爭奪市場。
2007年初蘋果推出iPhone，搭載了 iOS ，著重於應用觸控式面板，改善了使用者介面與用戶體驗。同年9月，谷歌發表開放手機聯盟，推出Android作業系統並開放原始碼，普及智慧型手機。Android的發布造成蘋果和谷歌之間的裂痕，最終導致谷歌公司首席執行官埃里克·施密特被迫辭去蘋果董事會職務。
由於谷歌的Android以及蘋果的iOS推波助瀾，至2010年5月，智慧型手機有爆量的增加，估計有17.3%的手機出現。截至2011年1月，谷歌持有33.3％的全球智能手機市場，顯示出驚人的增長而舉行的 Android只有4.7％的升幅。Nokia、Apple、BlackBerry及Microsoft各佔31％、16.2％、14.6％和3.1％。2017年，BlackBerry宣布不再开发新的BlackBerry操作系统并出售了手机业务，Microsoft也宣布放弃移动操作系统业务。
至今各廠商的行動作業系統已接近统一，几乎只使用谷歌的Android、蘋果的iOS，其他系统的市场占有率微乎其微。

## 開發中的系統

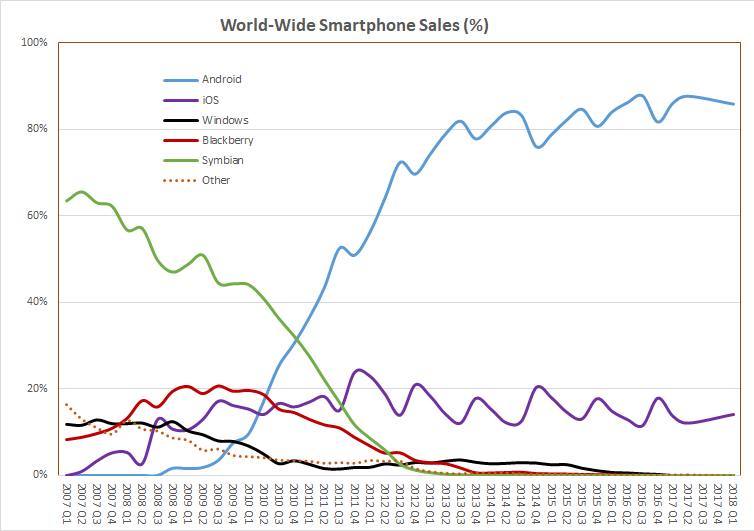
智能手机操作系统的市场份额

### 開放原始碼
Android、Wear OS（谷歌、開放手機聯盟）
Android（基於開放原始碼的Linux核心）是Google公司所開發的行動作業系統。受谷歌及參與開放手機聯盟的主要硬件和軟件開發商（如英特爾、宏達電、ARM公司、三星、摩托羅拉等）支持。Android最早是由一個小型創業公司（Android公司）開發，公司於2005年被Google併購後，Google繼續開發，逐漸形成現時的Android。Android版本的一個特色是每個發布版本的開發代號都與甜點有關，例如1.6版本的甜甜圈（Donut）和2.2版本的霜凍優格（Froyo）等。大多數主要移動服務供應商均有支援Android裝置使用其網絡。自推出首台裝置HTC Dream後，使用Android的裝置數量一直大幅度增長。至2010年第二季，Android在國際市場的佔有率達17.2%，較2009年第二季增加八倍半。至2011年11月，Android在國際市場的佔有率已超過半數，達52.5%。2014年9月，Android國際市場佔有率達85％。
Tizen（Linux基金會、Tizen協會）
由Linux基金會和Tizen協會所開發的開放原始碼行動作業系統，目的在於整合並取代MeeGo與LiMo平台。主要有英特爾和三星電子等廠商參與開發。2019年，三星正式停止Galaxy T系列手机的制造，之後將Tizen應用在電視、家電和物聯網等產品上。。
Sailfish OS（Jolla）
由Jolla公司所開發的行動作業系統，部分原始碼採GPL（核心和中介軟體）發布。在Nokia停止開發並終止維護MeeGo計劃後，在2011年由大部分原Nokia員工成立了Jolla公司，接手繼續開發並推出基於Mer分支的Sailfish OS系統。
webOS（LG）
早期由Palm公司開發，後來被HP所收購。2013年2月25日，HP將WebOS出售給LG。LG將webOS應用在電視等家電產品上。
Ubuntu Touch（UBports）
早先由Canonical公司開發，原始碼採用GPL發布。2017年4月5日，Canonical宣佈 Ubuntu Touch 平台將會中止開發，停止开发后由一个社区组织 UBports 接手并进行开发。

### 封閉原始碼
iOS、iPadOS、watchOS（Apple）
蘋果公司開發，用於iPhone、iPod touch、iPad及Apple Watch。

## 停止開發的系統

### 開放原始碼
Firefox OS（Mozilla）
Mozilla基金會所開發的行動作業系統，2011年7月25日宣布此專案，原始碼採用MPL授權。2015年12月8日，停止在智慧型手機上的開發，專注於物聯網的應用。而智能手机上的Firefox OS已由KaiOS与feature OS替代。
Maemo（Nokia）
由Nokia開發的智慧型手機和平板電腦作業系統。原始碼採用GPL。Nokia在2010年2月宣佈將Maemo與Intel的Moblin計畫結合，推出MeeGo，同时宣布Maemo将不再受支持。
MeeGo（Linux基金會）
由Nokia和Intel所開發的行動作業系統，並由Linux基金會主導，原始碼採用GPL。2011年，Nokia宣布停止開發。6月21日，Nokia於新加坡亞洲電信展推出首款基於Meego的智慧型手機Nokia N9，之後Nokia不再推出任何MeeGo產品。并于2014年1月1日正式停止对诺基亚N9的所有支持。Linux基金會將MeeGo併入Tizen計劃中，自由軟體社群則成立Mer專案，由MeeGo分支出來，繼續進行開發。
LiMo（LiMo基金會）
由LiMo基金會開發的作業系統。2011年，宣佈停止開發，被併入Tizen計劃中。

### 封閉原始碼
Palm OS（PalmSource）
原為PalmSource公司所開發及維護。2005年9月9日，被日本軟體開發商愛可信收購。
Symbian（Nokia）
由Nokia所開發的專有行動作業系統。2014年7月，Nokia手机部门被微軟收購後，正式宣佈停止對該平台的支援。
Windows Mobile（微軟）
由微軟所開發的封閉原始碼和專有系統，內核使用Windows CE。2010年，微軟宣布停止開發，以Windows Phone 7取代。
Windows Phone（微軟）
微軟所開發的，WP7內核使用Windows CE，WP8內核採用與Windows 8相同的Windows NT。Windows Phone系統在2010年2月15日公布，用來取代先前的Windows Mobile。該新系統使用了一個稱為「Modern UI」的使用者介面。2015年，微軟推出Windows 10 Mobile，用于取代Windows Phone 8.1。
Windows 10 移动版（微軟）
一个由微軟开发的Windows 10操作系统的一个分支版本。这个版本是正在开发的一个手机操作系统以取代Windows Phone 8.1，专为低于8英寸屏幕大小的智能手机和小平板运行ARM以及IA-32处理器架构。2017年10月8日，微軟作業系統部門副總裁Joe Belfiore表示Windows 10 Mobile已經停止開發新版本與新功能，僅會對現有版本和設備進行安全補丁與維護。微軟宣布2019月12月10日後Windows 10 Mobile將不會再獲得新的安全更新、非安全修補程式、輔助支持以及線上技術內容的更新，正式結束開發。
Bada（三星）
bada是韓國三星電子自行開發基於Linux核心的行動作業系統。支援豐富功能和用戶體驗的軟體應用，於2009年11月10日發布。2013年2月27日，三星電子宣布終止bada系統的開發，併入Tizen計劃中。
BlackBerry OS（黑莓）
1999年，Research In Motion（RIM）發布了其首款BlackBerry設備，為手機提供安全即時推送的BlackBerry Messenger電子郵件通信，提供將所有通信集合成到單個收件箱中的服務。2012年9月，RIM宣布發布了第2億部BlackBerry智能手機。截至2014年9月，黑莓手機用戶約有4600萬。2010年初，RIM將其公司名稱改為BlackBerry Limited，並將新設備系統轉移至名為“ BlackBerry 10 ” 的新平台。
BlackBerry 10（黑莓）
黑莓公司所開發的行動作業系統。BlackBerry 10是黑莓所推出的新一代的作業系統，底層為QNX，應用於BlackBerry自家所生產的智慧型手機和平板電腦。2016年7月4日，黑莓宣布正式放弃BlackBerry 10系统。2019年7月，黑莓宣布将于2019年12月后继续非义务性的运营BlackBerry10网络服务和BBM及时通讯服务以作为对老用户的回馈。但BlackBerry10的开发已于2018年终止。

## 外部連結
- Java ME[永久]
- ورتكي Android-based smartphone shipments leapfrog Apple's iPhone （页面存档备份，存于）
- Qualcomm Uplinq Mobile OS Developer Conference (Annual) （页面存档备份，存于）
- Android Applications （页面存档备份，存于）
- Mobile OS （页面存档备份，存于）